# エウダミダスの遺書
『エウダミダスの遺書』（エウダミダスのいしょ、丁: Eudamidas' testamente、英: The Testament of Eudamidas）は、17世紀のフランスの巨匠ニコラ・プッサンが1644-1648年にキャンバス上に油彩で制作した絵画である。17世紀のイタリアの美術理論家ジョヴァンニ・ピエトロ・ベッローリによれば、パリの会計検査官であったミシェル・パッサール (Michel Passart) のために描かれたとされるが、来歴には不明な点が多い。画中に表されているのは、古代ギリシアのコリントの市民エウダミダスの死の床の場面である。作品は現在、コペンハーゲン国立美術館に所蔵されている。

## 主題
本作の典拠は、古代ローマ帝国期の風刺作家ルキアノスの『トクサリス、または友情について』 (22) とされるが、実際にはモンテーニュの『エッセイ』 (I-28) に引用された話を参照したと思われる。
エウダミダスは極めて貧しかったが、彼よりも裕福なよい友人に恵まれていた。臨終に臨んで、エウダミダスは遺言を口述したが、友人の1人アレタイオスに自身の母の老後を任せ、もう1人の友人カリクセノスには自身の娘が結婚する時に持参金を与えるよう依頼した。この遺書が公開された時、多くの者がそれを奇妙に思った。しかし、エウダミダスの依頼を受けたアレタイオスとカリクセノスは驚きも慌てもせず、彼らに遺された遺品をエウダミダスの友情の証として持ち帰り、エウダミダスの母と娘に彼らの財産の能う限りのことをした。ルキアノスは、このエウダミダスの友人たちに対する信頼を友情の至高の例とした挙げたのである。

## 作品
本作は、死の床に横たわるエウダミダスの姿を現している。彼の背後には、医者が彼の胸の鼓動を診つつ立っている。寝台の傍らには書記が座り、瀕死のエウダミダスが口述する遺言を書きとっている。寝台の足元では、エウダミダスの母が彼の娘の頭をその膝に休ませている。室内は極度の貧しさを示し、市民の徴である丸い盾と、組み合わされた剣と槍のほかは何一つない。人物群は、プッサンのほかの死の場面を表した絵画と同様、レリーフ風の幾何学的構図に配置されている。この構図はプッサンの完成された古典様式を示すものである。一方、左上方から差し込む強い光は、カラヴァッジョ的なキアロスクーロを作り出している。
この絵画は、プッサンが一時的にパリに滞在した後、彼を特に惹きつけていたストア主義の倫理を表現する一連の絵画のうちに数えれられる。友情の理想は、プッサンの庇護者たちのサークルではとりわけ高く評価されたストア的美徳であった。プッサンは、この感情を究極の簡潔さと威厳とで表演することに成功した。
後の18世紀において、絵画の目的は画家が描く情念と同じものを鑑賞者の心の中に引き起こすことであったが、本作は高貴なる友情のあり方を教えるものとして、批評家ディドロなどを絶賛させた。さらに、フランス革命の時代、倫理が非常な重要性を持っていたころ、この絵画をもとにしたジャン・ペネによる版画が非常に流行し、「荘厳にして悲痛な葬送曲」として、ドミニク・アングルに加えジャック・ルイ・ダヴィッドとその画派にも影響を与えた。ナポレオンもエジプト遠征に本作の複製を持っていったほど、本作に夢中であったという。